# Liste des mammifères en Suisse
Pour des articles plus généraux, voir Liste des mammifères en Europe et Faune en Suisse.

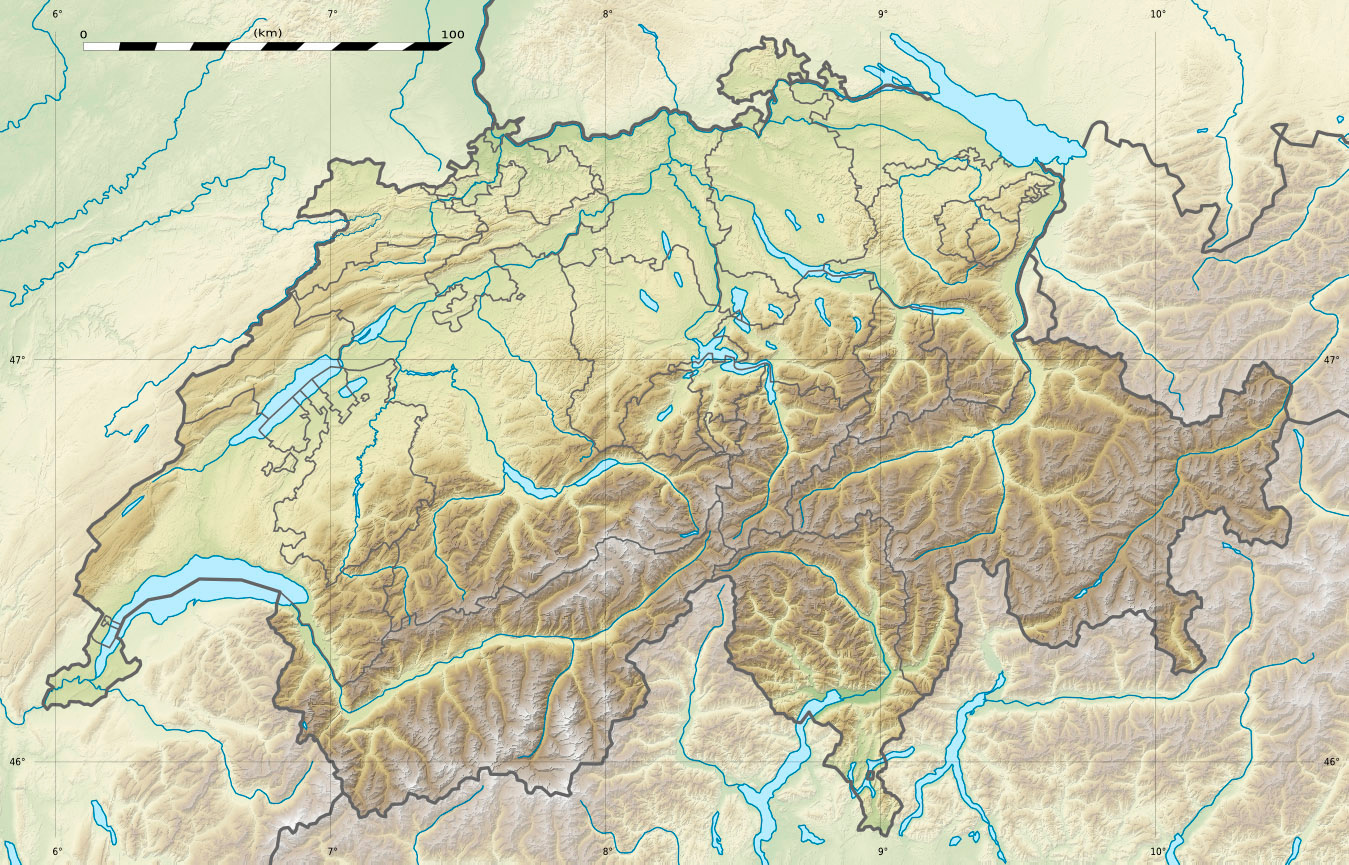
Carte topographique de la Suisse.

Localisation de la Suisse en Europe.

Cette liste commentée recense la mammalofaune en Suisse. Elle répertorie les espèces de mammifères suisses actuels et celles qui ont été récemment classifiées comme éteintes (à partir de l'Holocène, depuis donc 11 700 ans av. J.‑C.). Cette liste comporte 104 espèces réparties en neuf ordres et 25 familles, dont une est « en danger critique d'extinction », une autre est « en danger », trois sont « vulnérables », neuf sont « quasi menacées » et deux ont des « données insuffisantes » pour être classées (selon les critères de la liste rouge de l'UICN au niveau mondial).
Elle contient au moins huit espèces introduites sur ce territoire, qui sont plus ou moins bien acclimatées. Il peut contenir aussi des animaux non reconnus par la liste rouge de l'UICN (un mammifère ici) et ils sont classés en « non évalué » : cela étant dû notamment au manque de données, à des espèces domestiques, disparues ou éteintes avant le XVIe siècle. Il n'existe pas en Suisse d'espèce et de sous-espèce de mammifère endémique.

## Statuts de la liste rouge de l'UICN
Les statuts de conservation utilisés par la liste rouge de l'UICN mondiale sont :
| (EX) | Éteint                  | Il n'y a pas le moindre doute sur le fait que le dernier spécimen recensé est mort.                                                                   |
| (EW) | Éteint à l'état sauvage | L'espèce est connue uniquement en captivité ou en tant que population naturalisée bien en dehors de son ancienne aire de répartition.                 |
| (CR) | En danger critique      | L'espèce risque prochainement de s'éteindre à l'état sauvage.                                                                                         |
| (EN) | En danger               | L'espèce fait face à un très gros risque d'extinction à l'état sauvage.                                                                               |
| (VU) | Vulnérable              | L'espèce fait face à un gros risque d'extinction à l'état sauvage.                                                                                    |
| (NT) | Quasi menacé            | L'espèce ne satisfait pas un ou plusieurs des critères prévus qui permettraient de la catégoriser, mais pourrait risquer de s'éteindre dans le futur. |
| (LC) | Préoccupation mineure   | Il n'y a pas de risque identifiable pour l'espèce. |
| (DD) | Données insuffisantes   | Il n'y a pas d'information adéquate qui permettraient de faire une évaluation des risques pour cette espèce.                                          |
| (NE) | Non évalué              | L'espèce n'a pas encore été confrontée aux critères précédents, n'est pas reconnue par l'UICN ou bien s'est éteinte avant le XVIe siècle.             |

## Ordre:Primates

### Famille:Hominidés
| Nom vulgaire, nom binominal et citation d'auteurs | Nom vulgaire allemand (De) et italien (It) (autres langues officielles de la Suisse) | Origine et statut en Suisse | Aire de répartition                    | Statut UICN mondial | Image         |
| ------------------------------------------------- | ------------------------------------------------------------------------------------ | --------------------------- | -------------------------------------- | ------------------- | ------------- |
| Homme moderne Homo sapiens Linnaeus, 1758         | De : Mensch It : Uomo                                                                | Autochtone,                 | Aire de répartition de l'Homme moderne | [ 2 ]               | Homme moderne |

## Ordre:Lagomorphes

### Famille:Léporidés
| Nom vulgaire, nom binominal et citation d'auteurs       | Nom vulgaire allemand (De) et italien (It) (autres langues officielles de la Suisse) | Origine et statut en Suisse | Aire de répartition                     | Statut UICN mondial | Image            |
| ------------------------------------------------------- | ------------------------------------------------------------------------------------ | --------------------------- | --------------------------------------- | ------------------- | ---------------- |
| Lièvre d'Europe Lepus europaeus Pallas, 1778            | De : Feldhase It : Lepre comune                                                      | Autochtone                  | Aire de répartition du Lièvre d'Europe  | [ 3 ]               | Lièvre d'Europe  |
| Lièvre variable Lepus timidus Linnaeus, 1758            | De : Schneehase It : Lepre bianca                                                    | Autochtone                  | Aire de répartition du Lièvre variable  | [ 4 ]               | Lièvre variable  |
| Lapin de garenne Oryctolagus cuniculus (Linnaeus, 1758) | De : Wildkaninchen It : Coniglio selvatico europeo                                   | Allochtone (Introduit),     | Aire de répartition du Lapin de garenne | [ 5 ]               | Lapin de garenne |

## Ordre:Rodentiens

### Famille:Castoridés
| Nom vulgaire, nom binominal et citation d'auteurs | Nom vulgaire allemand (De) et italien (It) (autres langues officielles de la Suisse) | Origine et statut en Suisse | Aire de répartition                     | Statut UICN mondial | Image            |
| ------------------------------------------------- | ------------------------------------------------------------------------------------ | --------------------------- | --------------------------------------- | ------------------- | ---------------- |
| Castor d'Eurasie Castor fiber Linnaeus, 1758      | De : Europäischer Biber It : Castoro europeo                                         | Autochtone (Réintroduit),   | Aire de répartition du Castor d'Eurasie | [ 6 ]               | Castor d'Eurasie |

### Famille:Myocastoridés
| Nom vulgaire, nom binominal et citation d'auteurs | Nom vulgaire allemand (De) et italien (It) (autres langues officielles de la Suisse) | Origine et statut en Suisse | Aire de répartition             | Statut UICN mondial | Image    |
| ------------------------------------------------- | ------------------------------------------------------------------------------------ | --------------------------- | ------------------------------- | ------------------- | -------- |
| Ragondin Myocastor coypus (Molina, 1782)          | De : Biberratte It : Nutria                                                          | Erratique,                  | Aire de répartition du Ragondin | [ 8 ]               | Ragondin |

### Famille:Cricétidés
| Nom vulgaire, nom binominal et citation d'auteurs                      | Nom vulgaire allemand (De) et italien (It) (autres langues officielles de la Suisse) | Origine et statut en Suisse | Aire de répartition                         | Statut UICN mondial | Image                  |
| ---------------------------------------------------------------------- | ------------------------------------------------------------------------------------ | --------------------------- | ------------------------------------------- | ------------------- | ---------------------- |
| Campagnol terrestre Arvicola amphibius (Linnaeus, 1758)                | De : Ostschermaus It : Arvicola acquatica                                            | Autochtone                  | Aire de répartition du Campagnol terrestre  | [ 9 ]               | Campagnol terrestre    |
| Campagnol fouisseur Arvicola scherman (Shaw, 1801)                     | De : Gebirgsschermaus It : Arvicola acquatica montana                                | Autochtone                  | Aire de répartition du Campagnol fouisseur  | [ 10 ]              | Illustration manquante |
| Campagnol des neiges Chionomys nivalis (Martins, 1842)                 | De : Schneemaus It : Arvicola delle nevi                                             | Autochtone                  | Aire de répartition du Campagnol des neiges | [ 11 ]              | Campagnol des neiges   |
| Campagnol agreste Microtus agrestis (Linnaeus, 1761)                   | De : Erdmaus It : Arvicola agreste                                                   | Autochtone                  | Aire de répartition du Campagnol agreste    | [ 12 ]              | Campagnol agreste      |
| Campagnol des champs Microtus arvalis (Pallas, 1778)                   | De : Feldmaus It : Topo campagnolo                                                   | Autochtone                  | Aire de répartition du Campagnol des champs | [ 13 ]              | Campagnol des champs   |
| Campagnol de Fatio Microtus multiplex (Fatio, 1905)                    | De : Alpen-Kleinwühlmaus It : Arvicola di Fatio                                      | Autochtone                  | Illustration manquante                      | [ 14 ]              | Illustration manquante |
| Campagnol de Savi Microtus savii (de Sélys Longchamps, 1838)           | De : Savi-Kleinwühlmaus It : Arvicola di Savi                                        | Autochtone                  | Illustration manquante                      | [ 15 ]              | Campagnol de Savi      |
| Campagnol souterrain Microtus subterraneus (de Sélys Longchamps, 1836) | De : Kurzohrmaus It : Arvicola sotterranea                                           | Autochtone                  | Illustration manquante                      | [ 16 ]              | Campagnol souterrain   |
| Campagnol roussâtre Myodes glareolus Schreber, 1780                    | De : Rötelmaus It : Arvicola rossastra                                               | Autochtone                  | Aire de répartition du Campagnol roussâtre  | [ 17 ]              | Campagnol roussâtre    |
| Rat musqué Ondatra zibethicus (Linnaeus, 1766)                         | De : Bisamratte It : Topo muschiato                                                  | Allochtone,                 | Aire de répartition du Rat musqué           | [ 19 ]              | Rat musqué             |

### Famille:Muridés
| Nom vulgaire, nom binominal et citation d'auteurs     | Nom vulgaire allemand (De) et italien (It) (autres langues officielles de la Suisse) | Origine et statut en Suisse | Aire de répartition                     | Statut UICN mondial | Image                  |
| ----------------------------------------------------- | ------------------------------------------------------------------------------------ | --------------------------- | --------------------------------------- | ------------------- | ---------------------- |
| Mulot alpestre Apodemus alpicola Heinrich, 1952       | De : Alpenwaldmaus It : Topo selvatico alpino                                        | Autochtone                  | Illustration manquante                  | [ 20 ]              | Illustration manquante |
| Mulot à collier Apodemus flavicollis (Melchior, 1834) | De : Gelbhalsmaus It : Topo selvatico dal collo giallo                               | Autochtone                  | Aire de répartition du Mulot à collier  | [ 21 ]              | Mulot à collier        |
| Mulot sylvestre Apodemus sylvaticus (Linnaeus, 1758)  | De : Waldmaus It : Topo selvatico                                                    | Autochtone                  | Aire de répartition du Mulot sylvestre  | [ 22 ]              | Mulot sylvestre        |
| Rat des moissons Micromys minutus (Pallas, 1771)      | De : Zwergmaus It : Topolino delle risaie                                            | Autochtone                  | Aire de répartition du Rat des moissons | [ 23 ]              | Rat des moissons       |
| Souris grise Mus musculus Linnaeus, 1758              | De : Hausmaus It : Topo comune                                                       | Allochtone (Introduit),     | Aire de répartition de la Souris grise  | [ 24 ]              | Souris grise           |
| Rat surmulot Rattus norvegicus (Berkenhout, 1769)     | De : Wanderratte It : Ratto norvegese                                                | Allochtone (Introduit)      | Aire de répartition du Rat surmulot     | [ 26 ]              | Rat surmulot           |
| Rat noir Rattus rattus (Linnaeus, 1758)               | De : Hausratte It : Ratto nero                                                       | Allochtone (Introduit)      | Aire de répartition du Rat noir         | [ 27 ]              | Rat noir               |

### Famille:Gliridés
| Nom vulgaire, nom binominal et citation d'auteurs   | Nom vulgaire allemand (De) et italien (It) (autres langues officielles de la Suisse) | Origine et statut en Suisse | Aire de répartition                 | Statut UICN mondial | Image          |
| --------------------------------------------------- | ------------------------------------------------------------------------------------ | --------------------------- | ----------------------------------- | ------------------- | -------------- |
| Loir gris Glis glis Linnaeus, 1766                  | De : Siebenschläfer It : Ghiro                                                       | Autochtone                  | Aire de répartition du Loir gris    | [ 28 ]              | Loir gris      |
| Lérotin commun Dryomys nitedula (Pallas, 1778)      | De : Baumschläfer It : Driomio                                                       | Autochtone                  | Illustration manquante              | [ 29 ]              | Lérotin commun |
| Lérot commun Eliomys quercinus (Linnaeus, 1766)     | De : Gartenschläfer It : Quercino                                                    | Autochtone                  | Aire de répartition du Lérot commun | [ 30 ]              | Lérot commun   |
| Muscardin Muscardinus avellanarius (Linnaeus, 1758) | De : Haselmaus It : Moscardino                                                       | Autochtone                  | Aire de répartition du Muscardin    | [ 31 ]              | Muscardin      |

### Famille:Sciuridés
| Nom vulgaire, nom binominal et citation d'auteurs   | Nom vulgaire allemand (De) et italien (It) (autres langues officielles de la Suisse) | Origine et statut en Suisse | Aire de répartition                          | Statut UICN mondial | Image              |
| --------------------------------------------------- | ------------------------------------------------------------------------------------ | --------------------------- | -------------------------------------------- | ------------------- | ------------------ |
| Écureuil roux Sciurus vulgaris Linnaeus, 1758       | De : Eichhörnchen It : Scoiattolo comune                                             | Autochtone                  | Aire de répartition de l'Écureuil roux       | [ 32 ]              | Écureuil roux      |
| Marmotte des Alpes Marmota marmota (Linnaeus, 1758) | De : Alpenmurmeltier It : Marmotta delle Alpi                                        | Autochtone                  | Aire de répartition de la Marmotte des Alpes | [ 33 ]              | Marmotte des Alpes |
| Tamia de Sibérie Tamias sibiricus (Laxmann, 1769)   | De : Burunduk It : Scoiattolo giapponese                                             | Allochtone (Introduit)      | Aire de répartition du Tamia de Sibérie      | [ 34 ]              | Tamia de Sibérie   |

## Ordre:Érinacéomorphes

### Famille:Érinacéidés
| Nom vulgaire, nom binominal et citation d'auteurs  | Nom vulgaire allemand (De) et italien (It) (autres langues officielles de la Suisse) | Origine et statut en Suisse | Aire de répartition                    | Statut UICN mondial | Image           |
| -------------------------------------------------- | ------------------------------------------------------------------------------------ | --------------------------- | -------------------------------------- | ------------------- | --------------- |
| Hérisson commun Erinaceus europaeus Linnaeus, 1758 | De : Braunbrustigel It : Riccio comune                                               | Autochtone                  | Aire de répartition du Hérisson commun | [ 35 ]              | Hérisson commun |

## Ordre:Soricomorphes

### Famille:Soricidés
| Nom vulgaire, nom binominal et citation d'auteurs         | Nom vulgaire allemand (De) et italien (It) (autres langues officielles de la Suisse) | Origine et statut en Suisse | Aire de répartition                             | Statut UICN mondial | Image                 |
| --------------------------------------------------------- | ------------------------------------------------------------------------------------ | --------------------------- | ----------------------------------------------- | ------------------- | --------------------- |
| Crocidure leucode Crocidura leucodon (Hermann, 1780)      | De : Feldspitzmaus It : Crocidura ventrebianco                                       | Autochtone                  | Aire de répartition de la Crocidure leucode     | [ 36 ]              | Crocidure leucode     |
| Crocidure musette Crocidura russula (Hermann, 1780)       | De : Hausspitzmaus It : Crocidura rossiccia                                          | Allochtone,                 | Aire de répartition de la Crocidure musette     | [ 37 ]              | Crocidure musette     |
| Crocidure des jardins Crocidura suaveolens (Pallas, 1811) | De : Gartenspitzmaus It : Crocidura minore                                           | Autochtone                  | Aire de répartition de la Crocidure des jardins | [ 39 ]              | Crocidure des jardins |
| Pachyure étrusque Suncus etruscus (Savi, 1822)            | De : Etruskerspitzmaus It : Mustiolo etrusco                                         | Peut-être autochtone,       | Aire de répartition du Pachyure étrusque        | [ 41 ]              | Pachyure étrusque     |
| Crossope de Miller Neomys anomalus Cabrera, 1907          | De : Sumpfspitzmaus It : Toporagno d'acqua mediterraneo                              | Autochtone                  | Aire de répartition de la Crossope de Miller    | [ 42 ]              | Crossope de Miller    |
| Crossope aquatique Neomys fodiens (Pennant, 1771)         | De : Wasserspitzmaus It : Toporagno d'acqua eurasiatico                              | Autochtone                  | Aire de répartition de la Crossope aquatique    | [ 43 ]              | Crossope aquatique    |
| Musaraigne alpine Sorex alpinus Schinz, 1837              | De : Alpenspitzmaus It : Toporagno alpino                                            | Autochtone                  | Aire de répartition de la Musaraigne alpine     | [ 44 ]              | Musaraigne alpine     |
| Musaraigne du Valais Sorex antinorii Bonaparte, 1840      | De : — aucun — It : Toporagno di Valais                                              | Autochtone                  | Aire de répartition de la Musaraigne du Valais  | [ 45 ]              | Musaraigne du Valais  |
| Musaraigne carrelet Sorex araneus Linnaeus, 1758          | De : Waldspitzmaus It : Toporagno comune                                             | Autochtone                  | Aire de répartition de la Musaraigne carrelet   | [ 46 ]              | Musaraigne carrelet   |
| Musaraigne couronnée Sorex coronatus Millet, 1828         | De : Schabrackenspitzmaus It : Toporagno di Millet                                   | Autochtone                  | Aire de répartition de la Musaraigne couronnée  | [ 47 ]              | Musaraigne couronnée  |
| Musaraigne pygmée Sorex minutus Linnaeus, 1766            | De : Zwergspitzmaus It : Toporagno pigmeo eurasiatico                                | Autochtone                  | Aire de répartition de la Musaraigne pygmée     | [ 48 ]              | Musaraigne pygmée     |

### Famille:Talpidés
| Nom vulgaire, nom binominal et citation d'auteurs | Nom vulgaire allemand (De) et italien (It) (autres langues officielles de la Suisse) | Origine et statut en Suisse | Aire de répartition                      | Statut UICN mondial | Image          |
| ------------------------------------------------- | ------------------------------------------------------------------------------------ | --------------------------- | ---------------------------------------- | ------------------- | -------------- |
| Taupe aveugle Talpa caeca Savi, 1822              | De : Blindmaulwurf It : Talpa cieca                                                  | Autochtone                  | Aire de répartition de la Taupe aveugle  | [ 49 ]              | Taupe aveugle  |
| Taupe d'Europe Talpa europaea Linnaeus, 1758      | De : Europäischer Maulwurf It : Talpa europea                                        | Autochtone                  | Aire de répartition de la Taupe d'Europe | [ 50 ]              | Taupe d'Europe |

## Ordre:Chiroptères

### Famille:Molossidés
| Nom vulgaire, nom binominal et citation d'auteurs       | Nom vulgaire allemand (De) et italien (It) (autres langues officielles de la Suisse) | Origine et statut en Suisse | Aire de répartition                       | Statut UICN mondial | Image              |
| ------------------------------------------------------- | ------------------------------------------------------------------------------------ | --------------------------- | ----------------------------------------- | ------------------- | ------------------ |
| Molosse de Cestoni Tadarida teniotis (Rafinesque, 1814) | De : Europäische Bulldoggfledermaus It : Molosso di Cestoni                          | Autochtone                  | Aire de répartition du Molosse de Cestoni | [ 51 ]              | Molosse de Cestoni |

### Famille:Rhinolophidés
| Nom vulgaire, nom binominal et citation d'auteurs           | Nom vulgaire allemand (De) et italien (It) (autres langues officielles de la Suisse) | Origine et statut en Suisse | Aire de répartition                       | Statut UICN mondial | Image              |
| ----------------------------------------------------------- | ------------------------------------------------------------------------------------ | --------------------------- | ----------------------------------------- | ------------------- | ------------------ |
| Rhinolophe euryale Rhinolophus euryale Blasius, 1853        | De : Mittelmeer-Hufeisennase It : Ferro di cavallo euriale                           | Autochtone (Disparu),       | Aire de répartition du Rhinolophe euryale | [ 52 ]              | Rhinolophe euryale |
| Grand Rhinolophe Rhinolophus ferrumequinum (Schreber, 1774) | De : Große Hufeisennase It : Ferro di cavallo maggiore                               | Autochtone                  | Aire de répartition du Grand Rhinolophe   | [ 53 ]              | Grand Rhinolophe   |
| Petit Rhinolophe Rhinolophus hipposideros (Bechstein, 1800) | De : Kleine Hufeisennase It : Ferro di cavallo minore                                | Autochtone                  | Aire de répartition du Petit Rhinolophe   | [ 54 ]              | Petit Rhinolophe   |

### Famille:Minioptéridés
| Nom vulgaire, nom binominal et citation d'auteurs              | Nom vulgaire allemand (De) et italien (It) (autres langues officielles de la Suisse) | Origine et statut en Suisse | Aire de répartition                             | Statut UICN mondial | Image                    |
| -------------------------------------------------------------- | ------------------------------------------------------------------------------------ | --------------------------- | ----------------------------------------------- | ------------------- | ------------------------ |
| Minioptère de Schreibers Miniopterus schreibersii (Kuhl, 1817) | De : Langflügelfledermaus It : Miniottero                                            | Autochtone                  | Aire de répartition du Minioptère de Schreibers | [ 55 ]              | Minioptère de Schreibers |

### Famille:Vespertilionidés
| Nom vulgaire, nom binominal et citation d'auteurs                                   | Nom vulgaire allemand (De) et italien (It) (autres langues officielles de la Suisse) | Origine et statut en Suisse | Aire de répartition                                | Statut UICN mondial | Image                       |
| ----------------------------------------------------------------------------------- | ------------------------------------------------------------------------------------ | --------------------------- | -------------------------------------------------- | ------------------- | --------------------------- |
| Murin d'Alcathoé Myotis alcathoe von Helversen & Heller, 2001                       | De : Nymphenfledermaus It : Vespertilio di Alcathoe                                  | Autochtone                  | Aire de répartition du Murin d'Alcathoé            | [ 56 ]              | Murin d'Alcathoé            |
| Murin de Bechstein Myotis bechsteinii (Kuhl, 1817)                                  | De : Bechsteinfledermaus It : Vespertilio di Bechstein                               | Autochtone                  | Aire de répartition du Murin de Bechstein          | [ 57 ]              | Murin de Bechstein          |
| Petit Murin Myotis blythii (Tomes, 1857)                                            | De : Kleines Mausohr It : Vespertilio minore                                         | Autochtone,                 | Aire de répartition du Petit Murin                 | [ 58 ]              | Petit Murin                 |
| Murin de Brandt Myotis brandtii (Eversmann, 1845)                                   | De : Große Bartfledermaus It : Vespertilio di Brandt                                 | Autochtone                  | Aire de répartition du Murin de Brandt             | [ 59 ]              | Murin de Brandt             |
| Murin de Capaccini Myotis capaccinii (Bonaparte, 1837)                              | De : Langfußfledermaus It : Vespertilio di Capaccini                                 | Autochtone                  | Aire de répartition du Murin de Capaccini          | [ 61 ]              | Murin de Capaccini          |
| Murin cryptique Myotis crypticus Ruedi, Ibáñez, Salicini, Juste & Puechmaille, 2019 |                                                                                      | Autochtone                  | (en jaune)                                         | (NE)                | Murin cryptique             |
| Murin de Daubenton Myotis daubentonii (Kuhl, 1817)                                  | De : Wasserfledermaus It : Vespertilio di Daubenton                                  | Autochtone                  | Aire de répartition du Murin de Daubenton          | [ 62 ]              | Murin de Daubenton          |
| Murin à oreilles échancrées Myotis emarginatus (É. Geoffroy, 1806)                  | De : Wimperfledermaus It : Vespertilio smarginato                                    | Autochtone                  | Aire de répartition du Murin à oreilles échancrées | [ 63 ]              | Murin à oreilles échancrées |
| Grand Murin Myotis myotis (Borkhausen, 1797)                                        | De : Großes Mausohr It : Vespertilio maggiore                                        | Autochtone                  | Aire de répartition du Grand Murin                 | [ 64 ]              | Grand Murin                 |
| Murin à moustaches Myotis mystacinus (Kuhl, 1817)                                   | De : Kleine Bartfledermaus It : Vespertilio mustacchino                              | Autochtone                  | Aire de répartition du Murin à moustaches          | [ 65 ]              | Murin à moustaches          |
| Murin de Natterer Myotis nattereri (Kuhl, 1817)                                     | De : Fransenfledermaus It : Vespertilio di Natterer                                  | Autochtone                  | Aire de répartition du Murin de Natterer           | [ 66 ]              | Murin de Natterer           |
| Sérotine de Nilsson Eptesicus nilssonii (Keyserling & Blasius, 1839)                | De : Nordfledermaus It : Serotino di Nilsson                                         | Autochtone                  | Aire de répartition de la Sérotine de Nilsson      | [ 67 ]              | Sérotine de Nilsson         |
| Sérotine commune Eptesicus serotinus (Schreber, 1774)                               | De : Breitflügelfledermaus It : Serotino comune                                      | Autochtone                  | Aire de répartition de la Sérotine commune         | [ 68 ]              | Sérotine commune            |
| Grande Noctule Nyctalus lasiopterus (Schreber, 1780)                                | De : Riesenabendsegler It : Nottola maggiore                                         | Autochtone                  | Aire de répartition de la Grande Noctule           | [ 69 ]              | Grande Noctule              |
| Noctule de Leisler Nyctalus leisleri (Kuhl, 1817)                                   | De : Kleiner Abendsegler It : Nottola minore                                         | Autochtone                  | Aire de répartition de la Noctule de Leisler       | [ 70 ]              | Noctule de Leisler          |
| Noctule commune Nyctalus noctula (Schreber, 1774)                                   | De : Großer Abendsegler It : Nottola comune                                          | Autochtone                  | Aire de répartition de la Noctule commune          | [ 71 ]              | Noctule commune             |
| Pipistrelle de Kuhl Pipistrellus kuhlii (Kuhl, 1817)                                | De : Weißrandfledermaus It : Pipistrello albolimbato                                 | Autochtone                  | Aire de répartition de la Pipistrelle de Kuhl      | [ 72 ]              | Pipistrelle de Kuhl         |
| Pipistrelle de Nathusius Pipistrellus nathusii (Keyserling & Blasius, 1839)         | De : Rauhautfledermaus It : Pipistrello di Nathusius                                 | Autochtone                  | Aire de répartition de la Pipistrelle de Nathusius | [ 73 ]              | Pipistrelle de Nathusius    |
| Pipistrelle commune Pipistrellus pipistrellus (Schreber, 1774)                      | De : Zwergfledermaus It : Pipistrello nano                                           | Autochtone                  | Aire de répartition de la Pipistrelle commune      | [ 74 ]              | Pipistrelle commune         |
| Pipistrelle pygmée Pipistrellus pygmaeus (Leach, 1825)                              | De : Mückenfledermaus It : Pipistrello soprano                                       | Autochtone                  | Aire de répartition de la Pipistrelle pygmée       | [ 75 ]              | Pipistrelle pygmée          |
| Barbastelle d'Europe Barbastella barbastellus (Schreber, 1774)                      | De : Mopsfledermaus It : Barbastello                                                 | Autochtone                  | Aire de répartition de la Barbastelle d'Europe     | [ 76 ]              | Barbastelle d'Europe        |
| Oreillard roux Plecotus auritus (Linnaeus, 1758)                                    | De : Braunes Langohr It : Orecchione comune                                          | Autochtone                  | Aire de répartition de l'Oreillard roux            | [ 77 ]              | Oreillard roux              |
| Oreillard gris Plecotus austriacus (J. Fischer, 1829)                               | De : Graues Langohr It : Orecchione meridionale                                      | Autochtone                  | Aire de répartition de l'Oreillard gris            | [ 78 ]              | Oreillard gris              |
| Oreillard montagnard Plecotus macrobullaris Kuzjakin, 1965                          | De : Alpen-Langohr It : Orecchione alpino                                            | Autochtone                  | Aire de répartition de l'Oreillard montagnard      | [ 79 ]              | Oreillard montagnard        |
| Vespère de Savi Hypsugo savii (Bonaparte, 1837)                                     | De : Alpenfledermaus It : Pipistrello di Savi                                        | Autochtone                  | Aire de répartition de la Vespère de Savi          | [ 80 ]              | Vespère de Savi             |
| Sérotine bicolore Vespertilio murinus Linnaeus, 1758                                | De : Zweifarbfledermaus It : Serotino bicolore                                       | Autochtone                  | Aire de répartition de la Sérotine bicolore        | [ 81 ]              | Sérotine bicolore           |

## Ordre:Artiodactyles

### Famille:Bovidés
| Nom vulgaire, nom binominal et citation d'auteurs | Nom vulgaire allemand (De) et italien (It) (autres langues officielles de la Suisse) | Origine et statut en Suisse | Aire de répartition                          | Statut UICN mondial | Image                 |
| ------------------------------------------------- | ------------------------------------------------------------------------------------ | --------------------------- | -------------------------------------------- | ------------------- | --------------------- |
| Bison d'Europe Bison bonasus (Linnaeus, 1758)     | De : Wisent It : Bisonte europeo                                                     | Autochtone (Disparu)        | Aire de répartition du Bison d'Europe        | [ 83 ]              | Bison d'Europe        |
| Taurin Bos taurus Linnaeus, 1758                  | De : Hausrind It : Bue                                                               | Autochtone (Disparu)        | Aire de répartition du Taurin                | (NE)                |                       |
| Bouquetin des Alpes Capra ibex Linnaeus, 1758     | De : Alpensteinbock It : Stambecco delle Alpi                                        | Autochtone (Réintroduit)    | Aire de répartition du Bouquetin des Alpes   | [ 85 ]              | Bouquetin des Alpes   |
| Mouflon méditerranéen Ovis aries Linnaeus, 1758   | De : Mufflon It : Muflone                                                            | Allochtone (Introduit)      | Aire de répartition du Mouflon méditerranéen | [ 87 ]              | Mouflon méditerranéen |
| Chamois Rupicapra rupicapra (Linnaeus, 1758)      | De : Gämse It : Camoscio alpino                                                      | Autochtone                  | Aire de répartition du Chamois               | [ 88 ]              | Chamois               |

### Famille:Cervidés
| Nom vulgaire, nom binominal et citation d'auteurs       | Nom vulgaire allemand (De) et italien (It) (autres langues officielles de la Suisse) | Origine et statut en Suisse | Aire de répartition                       | Statut UICN mondial | Image              |
| ------------------------------------------------------- | ------------------------------------------------------------------------------------ | --------------------------- | ----------------------------------------- | ------------------- | ------------------ |
| Élan Alces alces (Linnaeus, 1758)                       | De : Elch It : Alce                                                                  | Autochtone (Disparu)        | Aire de répartition de l'Élan             | [ 90 ]              | Élan               |
| Chevreuil européen Capreolus capreolus (Linnaeus, 1758) | De : Reh It : Capriolo                                                               | Autochtone                  | Aire de répartition du Chevreuil européen | [ 91 ]              | Chevreuil européen |
| Cerf élaphe Cervus elaphus Linnaeus, 1758               | De : Rothirsch It : Cervo nobile                                                     | Autochtone                  | Aire de répartition du Cerf élaphe        | [ 92 ]              | Cerf élaphe        |
| Cerf sika Cervus nippon Temminck, 1838                  | De : Sikahirsch It : Cervo sika                                                      | Allochtone                  | Illustration manquante                    | [ 94 ]              | Cerf sika          |
| Daim européen Dama dama (Linnaeus, 1758)                | De : Damhirsch It : Daino                                                            | Allochtone (Introduit)      | Aire de répartition du Daim européen      | [ 95 ]              | Daim européen      |

### Famille:Suidés
| Nom vulgaire, nom binominal et citation d'auteurs | Nom vulgaire allemand (De) et italien (It) (autres langues officielles de la Suisse) | Origine et statut en Suisse | Aire de répartition                       | Statut UICN mondial | Image              |
| ------------------------------------------------- | ------------------------------------------------------------------------------------ | --------------------------- | ----------------------------------------- | ------------------- | ------------------ |
| Sanglier d'Eurasie Sus scrofa Linnaeus, 1758      | De : Wildschwein It : Cinghiale                                                      | Autochtone                  | Aire de répartition du Sanglier d'Eurasie | [ 96 ]              | Sanglier d'Eurasie |

## Ordre:Périssodactyles

### Famille:Équidés
| Nom vulgaire, nom binominal et citation d'auteurs | Nom vulgaire allemand (De) et italien (It) (autres langues officielles de la Suisse) | Origine et statut en Suisse         | Aire de répartition           | Statut UICN mondial | Image  |
| ------------------------------------------------- | ------------------------------------------------------------------------------------ | ----------------------------------- | ----------------------------- | ------------------- | ------ |
| Cheval Equus caballus Linnaeus, 1758              | De : Pferd It : Cavallo                                                              | Autochtone (Peut-être réintroduit), | Aire de répartition du Cheval | [ 99 ]              | Cheval |

## Ordre:Carnivores

### Famille:Canidés
| Nom vulgaire, nom binominal et citation d'auteurs    | Nom vulgaire allemand (De) et italien (It) (autres langues officielles de la Suisse) | Origine et statut en Suisse  | Aire de répartition                   | Statut UICN mondial | Image          |
| ---------------------------------------------------- | ------------------------------------------------------------------------------------ | ---------------------------- | ------------------------------------- | ------------------- | -------------- |
| Chacal doré Canis aureus Linnaeus, 1758              | De : Goldschakal It : Sciacallo dorato                                               | Erratique                    | Aire de répartition du Chacal doré    | [ 101 ]             |                |
| Loup gris Canis lupus Linnaeus, 1758                 | De : Wolf It : Lupo grigio                                                           | Autochtone (Recolonisateur), | Aire de répartition du Loup gris      | [ 103 ]             | Loup gris      |
| Chien viverrin Nyctereutes procyonoides (Gray, 1834) | De : Marderhund It : Cane procione                                                   | Erratique                    | Aire de répartition du Chien viverrin | [ 105 ]             | Chien viverrin |
| Renard roux Vulpes vulpes (Linnaeus, 1758)           | De : Rotfuchs It : Volpe rossa                                                       | Autochtone                   | Aire de répartition du Renard roux    | [ 106 ]             | Renard roux    |

### Famille:Ursidés
| Nom vulgaire, nom binominal et citation d'auteurs | Nom vulgaire allemand (De) et italien (It) (autres langues officielles de la Suisse) | Origine et statut en Suisse           | Aire de répartition                | Statut UICN mondial | Image     |
| ------------------------------------------------- | ------------------------------------------------------------------------------------ | ------------------------------------- | ---------------------------------- | ------------------- | --------- |
| Ours brun Ursus arctos Linnaeus, 1758             | De : Braunbär It : Orso bruno                                                        | Autochtone (Disparu, puis erratique), | Aire de répartition de l'Ours brun | [ 108 ]             | Ours brun |

### Famille:Mustélidés
| Nom vulgaire, nom binominal et citation d'auteurs | Nom vulgaire allemand (De) et italien (It) (autres langues officielles de la Suisse) | Origine et statut en Suisse | Aire de répartition                        | Statut UICN mondial | Image             |
| ------------------------------------------------- | ------------------------------------------------------------------------------------ | --------------------------- | ------------------------------------------ | ------------------- | ----------------- |
| Loutre d'Europe Lutra lutra (Linnaeus, 1758)      | De : Fischotter It : Lontra europea                                                  | Autochtone                  | Aire de répartition de la Loutre d'Europe  | [ 109 ]             | Loutre d'Europe   |
| Fouine Martes foina (Erxleben, 1777)              | De : Steinmarder It : Faina                                                          | Peut-être allochtone,       | Aire de répartition de la Fouine           | [ 110 ]             | Fouine            |
| Martre des pins Martes martes (Linnaeus, 1758)    | De : Baummarder It : Martora eurasiatica                                             | Autochtone                  | Aire de répartition de la Martre des pins  | [ 112 ]             | Martre des pins   |
| Blaireau européen Meles meles (Linnaeus, 1758)    | De : Europäischer Dachs It : Tasso                                                   | Autochtone                  | Aire de répartition du Blaireau européen   | [ 113 ]             | Blaireau européen |
| Hermine Mustela erminea Linnaeus, 1758            | De : Hermelin It : Ermellino                                                         | Autochtone                  | Aire de répartition de l'Hermine           | [ 114 ]             | Hermine           |
| Vison d'Europe Mustela lutreola (Linnaeus, 1761)  | De : Europäischer Nerz It : Visone europeo                                           | Autochtone (Disparu)        | Aire de répartition du Vison d'Europe      | [ 115 ]             | Vison d'Europe    |
| Belette d'Europe Mustela nivalis Linnaeus, 1766   | De : Mauswiesel It : Donnola                                                         | Autochtone                  | Aire de répartition de la Belette d'Europe | [ 116 ]             | Belette d'Europe  |
| Putois d'Europe Mustela putorius Linnaeus, 1758   | De : Europäischer Iltis It : Puzzola europea                                         | Autochtone                  | Aire de répartition du Putois d'Europe     | [ 117 ]             | Putois d'Europe   |

### Famille:Procyonidés
| Nom vulgaire, nom binominal et citation d'auteurs | Nom vulgaire allemand (De) et italien (It) (autres langues officielles de la Suisse) | Origine et statut en Suisse | Aire de répartition                 | Statut UICN mondial | Image        |
| ------------------------------------------------- | ------------------------------------------------------------------------------------ | --------------------------- | ----------------------------------- | ------------------- | ------------ |
| Raton laveur Procyon lotor (Linnaeus, 1758)       | De : Waschbär It : Procione comune                                                   | Allochtone                  | Aire de répartition du Raton laveur | [ 119 ]             | Raton laveur |

### Famille:Félidés
| Nom vulgaire, nom binominal et citation d'auteurs | Nom vulgaire allemand (De) et italien (It) (autres langues officielles de la Suisse) | Origine et statut en Suisse | Aire de répartition                 | Statut UICN mondial | Image        |
| ------------------------------------------------- | ------------------------------------------------------------------------------------ | --------------------------- | ----------------------------------- | ------------------- | ------------ |
| Chat sauvage Felis silvestris Schreber, 1777      | De : Wildkatze It : Gatto selvatico                                                  | Autochtone                  | Aire de répartition du Chat sauvage | [ 120 ]             | Chat sauvage |
| Lynx boréal Lynx lynx (Linnaeus, 1758)            | De : Eurasischer Luchs It : Lince europea                                            | Autochtone (Réintroduit)    | Aire de répartition du Lynx boréal  | [ 122 ]             | Lynx boréal  |

### Famille:Viverridés
| Nom vulgaire, nom binominal et citation d'auteurs | Nom vulgaire allemand (De) et italien (It) (autres langues officielles de la Suisse) | Origine et statut en Suisse           | Aire de répartition                       | Statut UICN mondial | Image           |
| ------------------------------------------------- | ------------------------------------------------------------------------------------ | ------------------------------------- | ----------------------------------------- | ------------------- | --------------- |
| Genette commune Genetta genetta (Linnaeus, 1758)  | De : Kleinfleck-Ginsterkatze It : Genetta comune                                     | Allochtone (Peut-être non acclimaté), | Aire de répartition de la Genette commune | [ 124 ]             | Genette commune |